# NBA聖誕大戰
NBA聖誕大戰是指NBA每年在聖誕節舉行的賽事，從1946年開始舉行，每年為5場比賽，出賽隊伍不固定，通常都是戰績優秀的球隊。